# Natsuki Hanae
Natsuki Hanae (花江 夏樹?, Hanae Natsuki; Prefettura di Kanagawa, 26 giugno 1991) è un doppiatore giapponese affiliato alla Across Entertainment.
Ha vinto il nono Premio Seiyū nella categoria Best New Actor Award e il quarantaduesimo Anime Grand Prix in quella dei doppiatori.

## Ruoli

### Serie TV anime
2011
- Ben-Tō (membro A del club del gioco di sopravvivenza, ep 9)
- Kimi to boku (membro del consiglio studentesco)

2012
- Cross Fight B-Daman S
- Joshiraku
- Koi to Senkyo to Chocolate (manager D)
- Sakura-sō no pet na kanojo (ragazzo B, ep 2; Zebra, ep 11)
- Say "I love you"
- Tari Tari (Atsuhiro Maeda)
- To Love-Ru Darkness (studente D del fan club VMC)

2013
- Dansai bunri no crime edge (Kiri Haimura)[2]
- Nagi no asukara (Hikari Sakishima)
- Fantasista Doll  (Jun Fujihisa)
- Outbreak Company (Shin'ichi Kanō)

2014
- Strike the Blood (Meiga Itogami)
- Sekai seifuku: bōryaku no Zvezda (Asuta Jimon / Dva)
- Inari, konkon, koi iroha (RoRo)
- Toaru hikūshi e no koiuta (Kal-el Albus)
- Aldnoah.Zero (Inaho Kaizuka)
- Hamatora (Toyosaki Shinji)
- Noragami (Hashimoto)
- Kenzen robo Daimidaler (Shōma Ameku)
- Tokyo Ghoul (Ken Kaneki)[3]
- Yu-Gi-Oh! Arc-V (Hokuto Shijima)
- Shigatsu wa kimi no uso (Kōsei Arima)
- Sword Art Online II (Kyouji Shinkawa)
- Orenchi no furo jijō (Mikuni)

2015
- Absolute Duo (Tora)
- Tokyo Ghoul √A (Ken Kaneki)
- Maria the Virgin Witch (Gilbert)[4]
- Aldnoah.Zero 2 (Inaho Kaizuka)
- Ace of Diamond 2 (Haruichi Kominato)
- Shokugeki no Sōma (Takumi Aldini)[5]
- La leggenda di Arslan (Elam)
- Baby Steps 2 (Krishna Ramesh)[6]
- Mikagura gakuen kumikyoku (Yuto Akama)
- In realtà io sono... (Asahi Kuromine)[7]
- Gangsta. (Nicholas Brown da giovane)
- Dragon Ball Super (Jaco the Galactic Patrolman)
- Overlord (Lukerutt Volve)
- Makura no danshi (Mary/Merry)
- Charlotte (Maedomari)
- Heavy Object (Quenser Barbotage)[8]
- Mobile Suit Gundam: Iron-Blooded Orphans (Biscuit Griffon)

2016
- Prince of Stride: Alternative (Yū Kamoda, Ryō Izumino)
- Haruchika (Shinjirō Kusakabe)[9]
- Active Raid (Mythos)[10]
- Divine Gate (Ariton)[11]
- Twin Star Exorcists (Rokuro Enmadō)[12]
- D.Gray-Man Hallow (Lavi)

2017
- One Piece (Grant)
- Fate/Apocrypha (Sieg)

2018
- Cardcaptor Sakura: Clear Card (Yuna D. Kaito)
- Black Clover (Rill Boismortier)
- Il piano nella foresta (Shūhei Amamiya)

2019
- That Time I Got Reincarnated as a Slime (Yuuki Kagurazaka)
- Demon Slayer (Kamado Tanjiro)

2020
- Kamisama ni natta hi (Yota Narukami)
- Shingeki no Kyojin (Falco Grice)

2021
- Kemono jihen (Shiki Tademaru)
- Odd Taxi (Hiroshi Odokawa)
- Platinum End (Revel)
- The Case Study of Vanitas (Vanitas)

2022
- Mobile Suit Gundam: The Witch from Mercury (Elan Ceres)
- Bleach: Thousand-Year Blood War (Gremmy Thoumeaux)

2023
- Nier: Automata Ver1.1a (9S)
- Tokyo Revengers (Hajime Kokonoi)
- I tormenti della vampira reclusa (Chaostel Conte)[13]
- Undead Unluck (Shen Xiang)

2024
- DanDaDan (Ken Takakura)
- Shangri-La Frontier (Ceecrue)

2025
- Sakamoto Days (Yoichi Nagumo)[14]
- Togen Anki - Sangue maledetto (Juji Yusurube)[15]
- To Be Hero X (Nice)[16]
- I'm the Evil Lord of an Intergalactic Empire! (Liam Sera Banfield)[17]

2026
- Dead Account (Renri Hasumi)[18]

### Film
- Dragon Ball Z - La resurrezione di 'F' (Jaco the Galactic Patrolman)
- Digimon Adventure tri. (Tai Kamiya)
- Miyo - Un amore felino (Kento Hinode)
- Demon Slayer - Il treno Mugen (Kamado Tanjiro)
- La fortuna di Nikuko (Ninomiya)
- Goodbye, DonGlees! (Roma Kamogawa)

### Videogiochi
2014
- Granblue Fantasy (Geo, Kamado Tanjiro)
- Dengeki Bunko: Fighting Climax (Qwenthur Barbotage)
- Amnesia (Nova)
- Snow Bound Land (Will)
- Pigeon Blood (Kazuki Kirishima)

2015
- Dragon Ball Xenoverse (Jaco the Galactic Patrolman)
- Bleach: Brave Souls (Gremmy Thoumeaux)
- School of Ragnarok (Eveol D. Dakat)
- League of Legends (Veigar;Ziggs; Heimerdinger)
- Fate/Grand Order (Sieg, Assassn/Fuuma Kotarou)

2017
- Fire Emblem Heroes (Alm, Chad)
- NieR: Automata (9S)
- Fire Emblem Echoes: Shadows of Valentia (Alm)
- SINoALICE (9S)
- Dragon Quest Rivals (Alef)

2018
- Shin Megami Tensei: Liberation Dx2 (Shiang Sun)
- Dragalia Lost (Sylas)

2019
- Super Robot Wars T (Shiro Kabuto)
- Pokémon Masters EX (Grusha)

2020
- Disney: Twisted Wonderland (Riddle Roserhearts)
- Octopath Traveler: Conquerors of the Continent (9S)

2021
- Nier Re[in]carnation (9S)
- Monster Hunter Rise (Iori)
- NieR Replicant ver.1.22474487139... (Amministratore maschio)
- NEO: The World Ends with You (Kaichi "Susukichi" Susuki)
- Super Robot Wars 30 (Shiro Kabuto, Benkei Kuruma (Devolution))

2022
- Valkyrie Elysium (Armand)
- Star Ocean: The Divine Force (Albaird Bergholm)
- Ninja Must Die (Kuro)

2023
- Omega Strikers (Zentaro)
- Street Fighter 6 (Eternity)
- Granblue Fantasy: Versus Rising (9S)

2024
- Wuthering Waves (Lingyang)
- Emio – L'uomo che sorride: Famicom Detective Club (Tassista)
- Metaphor: ReFantazio (Victor)

2025
- Fantasy Life i: La ragazza che ruba il tempo (Hawke)
- Dragon Quest I & II HD-2D Remake (Alef)